# Công tắc

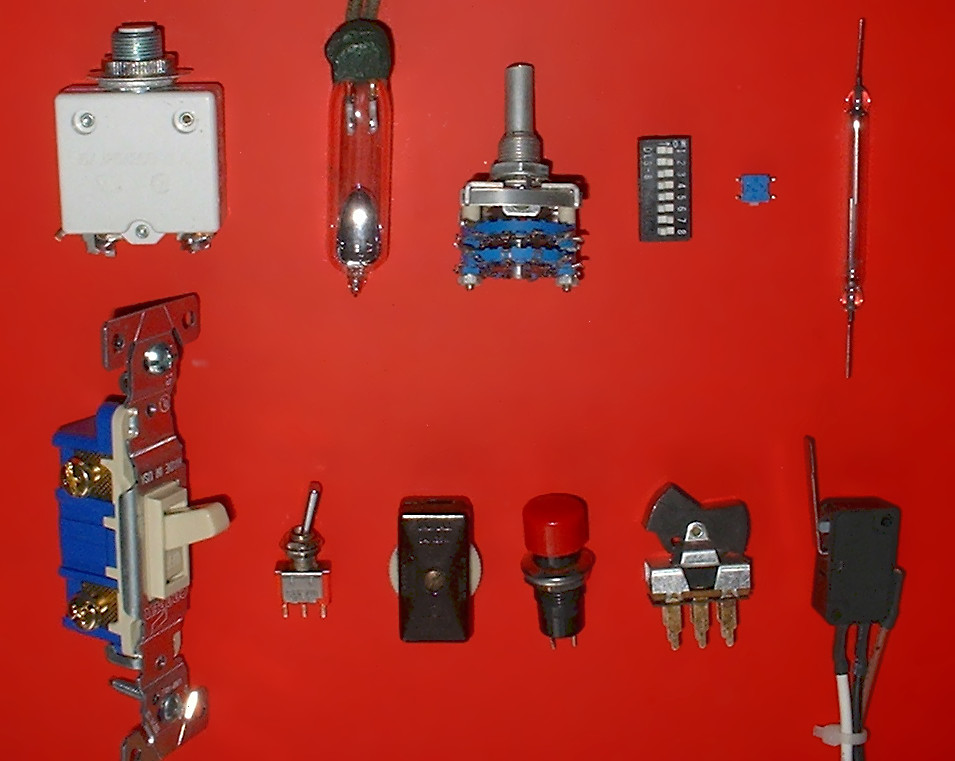
Một số loại công tắc sử dụng trong vật lý điện tử

Công tắc (bắt nguồn từ từ tiếng Pháp contact /kɔ̃takt/) là tên của một thiết bị (xét trong mạch điện), hoặc một linh kiện (xét trong một thiết bị điện), sử dụng với mục đích để đóng/bật - ngắt/mở/tắt dòng điện hoặc chuyển hướng trạng thái đóng-ngắt trong tổ hợp mạch điện có sử dụng chung một công tắc. Hay rõ hơn, trong mạng điện, một công tắc có thể cùng lúc chuyển trạng thái đóng-ngắt cho 1 hoặc nhiều mạch điện thành phần. Cầu dao, khóa điện, Rơ le,... là những dạng công-tắc đặc biệt, được người Việt đặt tên riêng để phân biệt do cách chế tạo, công năng sử dụng.

## Cấu tạo
Một công tắc được cấu tạo từ 2 điểm của đường dây tải điện và cầu nối giữa chúng (giúp 2 điểm "tiếp xúc" với nhau). Công tắc có thể là công tắc đơn (2 điểm, kết nối 1-1) hoặc đa điểm (kết nối 1-n hoặc n-1 hoặc n-n hoặc n-m, trong đó n, m>1).

## Phân biệt công tắc điện và công tắc từ
Công tắc điện và công tắc từ khác nhau cơ bản ở cơ chế điều khiển sự đóng-ngắt đường dây dẫn.
- Công tắc điện hoạt động nhờ tác động cơ học di chuyển cầu nối để nối-không nối 2 tiếp điểm của mạch điện, tác động này có thể là tác động chủ động từ con người hoặc tự động nhờ cảm biến nhiệt hoặc điện;
- Công tắc từ hoạt động nhờ có một mạch điều khiển khác sẽ hút/ nhả 2 tiếp điểm với nhau.